# Crkvice (Bojnik)
Crkvice (Bojnik) (em cirílico: Црквице) é uma vila da Sérvia localizada no município de Bojnik, pertencente ao distrito de Jablanica, na região de Pusta Reka. A sua população era de 529 habitantes segundo o censo de 2002.

## Demografia
| 1948 | 1953 | 1961 | 1971 | 1981 | 1991 | 2002 | 2011 |
| ---- | ---- | ---- | ---- | ---- | ---- | ---- | ---- |
| 921  | 903  | 832  | 783  | 761  | 680  | 643  | 529  |